# Radionika

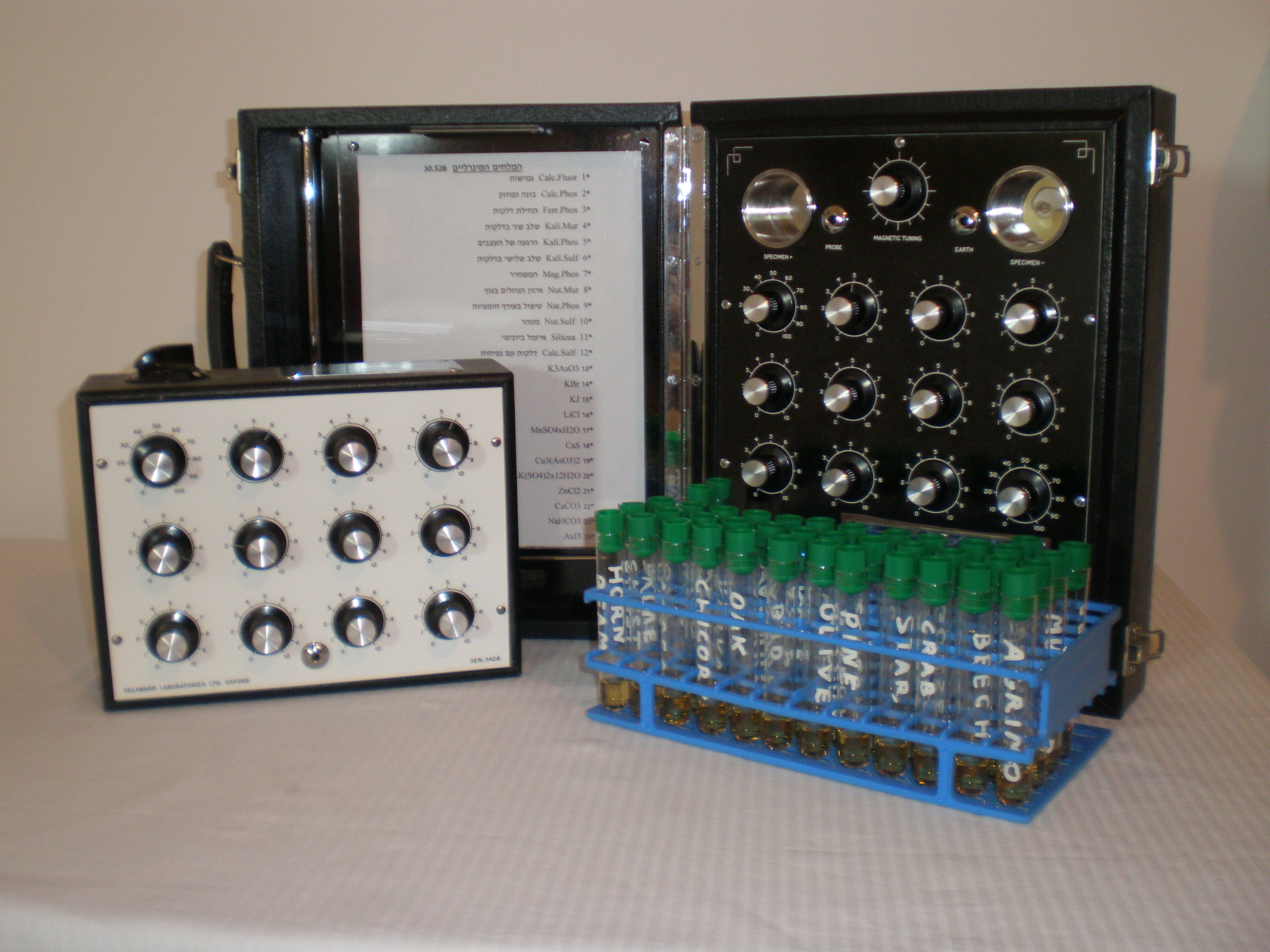
Radionické přístroje

Radionika (jinak radiestezie nebo též telestezie) je parapsychologický obor zabývající se studiem i praktickým využíváním jednoduchých i složitých diagnostických přístrojů, přístrojů k detekci paranormálních fenoménů, popřípadě i přístrojů přímo využívaných k léčbě. Koncept radioniky vznikl na začátku 19. stol. Albertem Abramsem (1864-1924), který se stal milionářem pronájmem radionických přístrojů, které sám navrhl..
Klasickou radionickou pomůckou je virgule (proutek), nebo siderické kyvadlo. Mezi složitější přístroje patří Abramova skřínka, rozšířená v USA, která měla sloužit k hodnocení bioenergie, nebo G. de la Warova kamera, která byla údajně schopna podle vzorku krve zhotovit obrazy nemocných orgánů, Boydův emanometr, identifikující přítomnost chemických látek, Puač Hapiho emociometr, maďarské diagnostické kolo Egely wheel a mnoho dalších. Mezi radionické přístroje patří nejrůznější druhy psychoanalyzérů, měřičů bioenergie apod.

## Siderické kyvadlo
Kyvadlo lze údajně využít k celé řadě věšteb, například předpovídání počasí, informovat o zdravotním stavu, najít ztracený předmět apod.[zdroj⁠?!] Odpovědi na otázky se snaží osoba využívající siderické kyvadlo určit pomocí výkyvů.[zdroj⁠?!]

## Pohled skeptiků
Podle Českého klubu skeptiků Sisyfos nemá termín radionika žádné opodstatnění. Podle nich se snaží naznačovat, že jde o odbornou činnost nebo dokonce vědeckou disciplínu. Radionické pomůcky nemají žádné paranormální ani jiné připisované vlastnosti a schopnosti. Mají stejnou funkci jako křišťálová koule, slouží jen upoutání pozornosti a oklamání klienta. Pokud např. proutkař skutečně nachází vodu, pak je to jiným mechanismem než pomocí radionického přístroje a senzibility proutkaře. U složitějších přístrojů byl v mnoha případech zjištěn podvod nebo nefunkčnost. Většinu z nich lze jednoduše odmítnout vzhledem k jejich mylnému principu, např. když zjišťují různé bioenergie nebo stimulují čakry, nebo když mají navázat kontakt s rostlinami s mylným předpokladem, že existuje mimosmyslové vnímání.

### Skeptické
- heslo Radionika Skeptický slovník, sisyfos.cz
- Radionics Heslo ve Skeptic's Dictionary skepdic.com (anglicky)

### Zastánci
- Martin Setox: Radiestezická diagnostika , Informační éterika (radionika)[nedostupný zdroj], alternativnivedasetox.cz
- Anke Dombergová: Alternativní medicína: Senzitivní radionická analýza a udržování rovnováhy - „Člověk je nejlepší radionický přístroj na světě!“[nedostupný zdroj], Svět psů 1/07 , i-minerva.cz